# Leichtathletik-Weltmeisterschaften 2023/Teilnehmer (Äquatorialguinea)
| Goldmedaillen | Silbermedaillen | Bronzemedaillen |
| ------------- | --------------- | --------------- |
| —             | —               | —               |

Äquatorialguinea nahm an den Leichtathletik-Weltmeisterschaften 2023 in Budapest mit einem Athleten teil.

## Ergebnisse

### Männer

#### Laufdisziplinen
| Athlet                 | Disziplin | Vorlauf        | Vorlauf | Halbfinale | Halbfinale | Finale | Finale |
| Athlet                 | Disziplin | Zeit           | Platz   | Zeit       | Platz      | Zeit   | Platz  |
| ---------------------- | --------- | -------------- | ------- | ---------- | ---------- | ------ | ------ |
| Faustino Prieto Alfaro | 800 m     | 2:04,20 min PB | 60      | DNQ        | DNQ        | –      | –      |